# Gesine Ruge
Gesine Ruge är en tysk kanotist.
Hon tog bland annat VM-brons i K-2 500 meter i samband med sprintvärldsmästerskapen i kanotsport 2006 i Szeged.